# Saint-Frion
Saint-Frion é uma comuna francesa na região administrativa da Nova Aquitânia, no departamento de Creuse. Estende-se por uma área de 18,76 km². Em 2010 a comuna tinha 260 habitantes (densidade: 13,9 hab./km²).